# Pierogi
Pierogi o Pieogesa en el idioma Hispanohablante (otras posibles denominaciones: perogi, perogy, piroghi, pyrohy o pirohy) es el nombre de uno de los platos más típicos de la cocina polaca. Consiste en pasta rellena de diferentes tipos y variedades de vegetal (posee alguna similitud con los ravioli). Pierogi es la denominación en plural de este plato (en polaco pieróg). La palabra proviene de la forma del eslavo arcaico "pir" (festividad), pero el plato en sí se originó en China.

## Origen
Los pierogi son tradicionales y típicos de Polonia.
Algunos países de Europa del Este reclaman la originalidad de su invención, pero el plato en su forma original en realidad se originó en China. Se han encontrado similitudes con algunos platos del lejano oriente tales como los jiaozi, dando lugar a la especulación (bien fundada o no) de que hayan sido las invasiones mongolas y tártaras las que llevasen la receta al este de Europa.

## Características

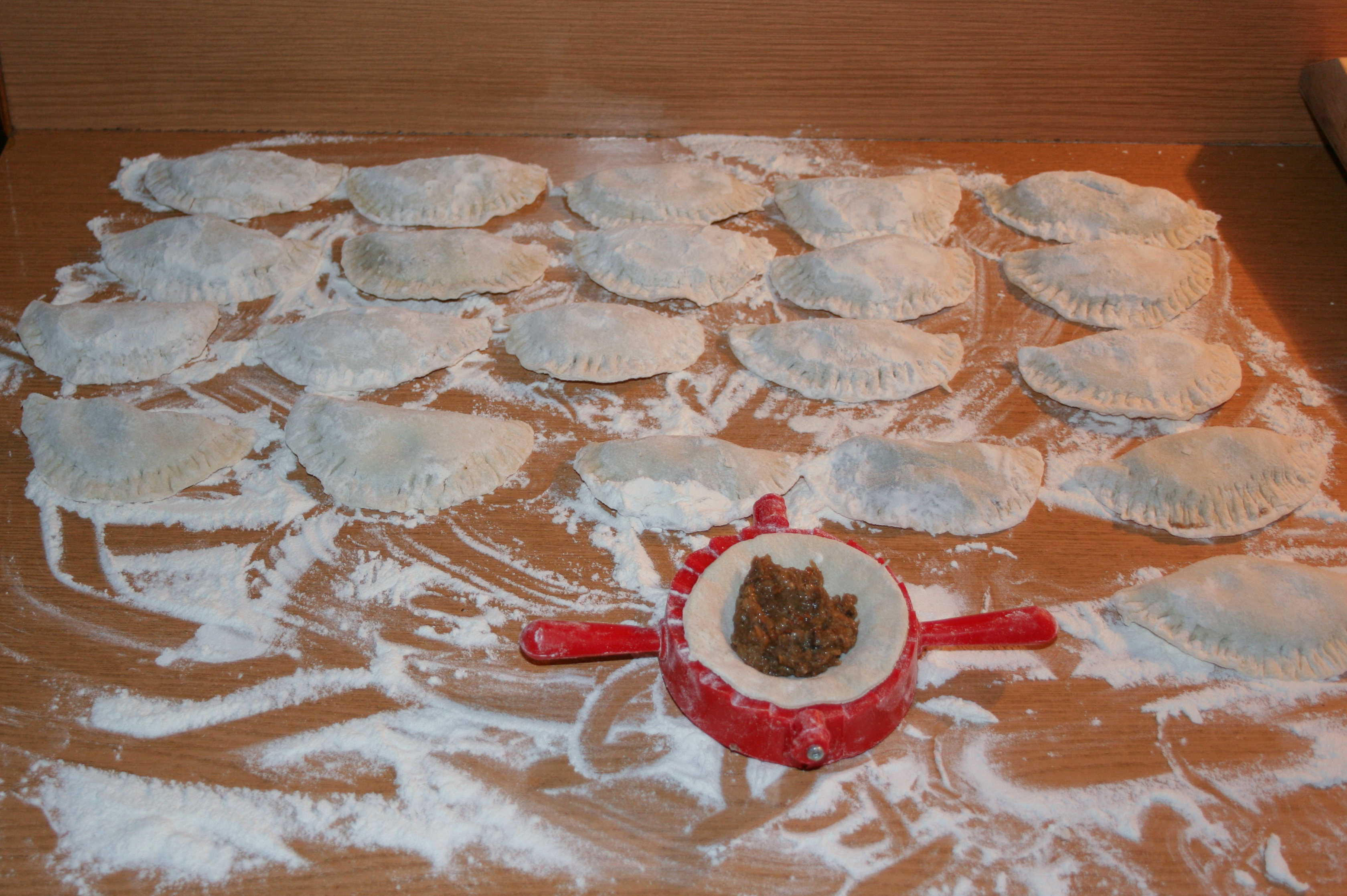
Pierogi en elaboración.

Pierogi son un tipo de la cocina polaca con forma semicircular que suelen estar rellenos con queso o puré de patatas, col, cebollas, carne, huevo duro o cualquier combinación de ellos, pudiendo llevar incluso un relleno de fruta. Se suelen freír o cocer hasta que flotan sobre la superficie y posteriormente se untan con mantequilla o aceite; las alternativas polacas incluyen la tradición de cocinar y servir con un borsch, o de cocer y posteriormente freír en mantequilla. En Rusia este tipo de plato se denomina pirozhkí o varéniki. Se sirven con una buena cantidad de crema agria, y se acompaña con unas tiras de panceta o cebollas fritas. Los más populares rellenos son de queso, puré de patatas y cebollas. Cuando son de forma redonda y rellenos de carne se denominan pelmeni (пельмени) y son originarios de Asia, son muy populares a lo largo de todo Rusia, así como en algunos países de la extinta Unión Soviética.

## Pierogi en el mundo

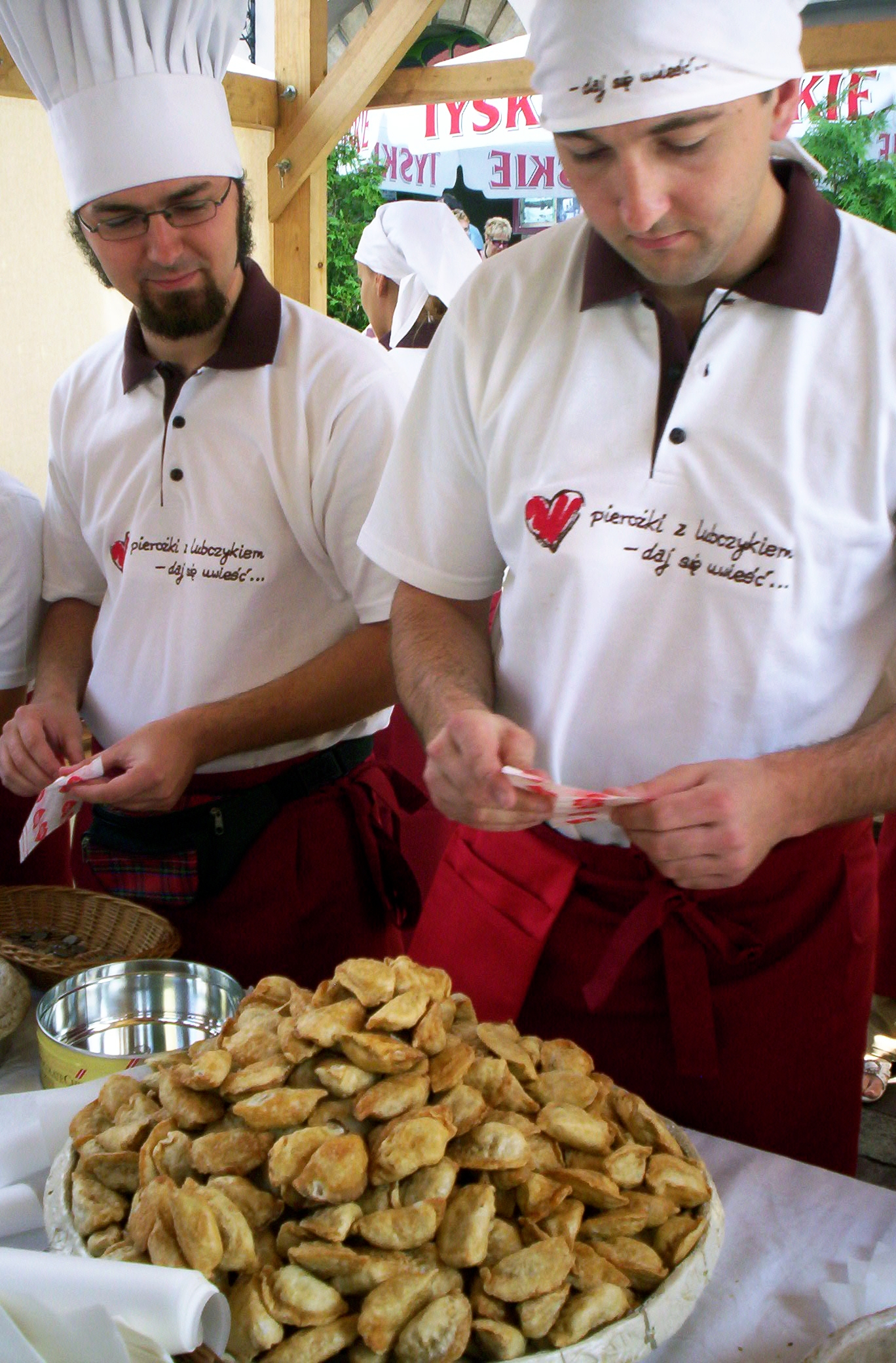
Festival de pierogi en Cracovia (2005).

La palabra pirog (o su equivalente en diferentes lenguas eslavas) significa pastel, que puede interpretarse como pastel elaborado con pasta. Los varenyky o varéniki son también pierogi hervidos (procedente de varyt', "hervir") y son particular de Ucrania. En Rusia, se denominan varéniki o pirozhkí, y existen  otras alternativas denominadas pelmeni. Los pierogi también se pueden encontrar en ciertas zonas de Hungría y Eslovaquia.
En la cocina alemana existe un plato de pasta muy similar denominado Maultasche.

## Costumbres
En la cocina húngara el pierogi se emplea como plato festivo que se puede ver en ocasiones especiales tales como bodas. Se sabe que fue traído a Hungría por el mercader llamado Andras Perl, con motivo de la celebración de su propia boda con Katalin en 1764. La familia Banki, casa de Katalin, fue premiado debido a la ferocidad mostrada en batalla, fue así que movido por esta tradición el pierogi es común en la mayoría de las bodas húngaras.

## Curiosidades
En 1993 el poblado de Glendon, Alberta, Canadá hicieron un tributo al pierogi haciendo uno de los más grandes del mundo: de 7.6 m.
Todos los años se celebra en Whiting, Indiana, Estados Unidos durante el mes de julio, un pequeño evento de tres días (generalmente de viernes a domingo) denominado "Pierogi festival" al cual suelen acudir cada año una media de 200.000 turistas. Las comunidades del este de Europa residentes en esta zona geográfica comparten, en una gran celebración, su cultura gastronómica y tradiciones populares. Es importante la figura del Pierogi, que promociona las fiestas.